# 100 paesaggi sonori del Giappone
Tra il 1994 e il 1996, nell’ambito degli interventi per il contenimento dell’inquinamento acustico e di protezione ambientale, il Ministero dell’ambiente ha invitato i cittadini e le comunità locali a segnalare luoghi e ambienti naturali di rilievo per la specificità del contesto sonoro.
La selezione e individuazione dei migliori 100 paesaggi sonori del Giappone (日本の音風景100選?) su un complesso di 738 proposti provenienti da tutto il paese, fu realizzata da un gruppo di studio appositamente nominato. 
Il progetto fu completato nel 1997 con la designazione dei 100 selezionati come simbolo della ricchezza e varietà della natura e della cultura del paese; la lista comprende infatti suoni degli esseri viventi, suoni della natura, suoni della vita culturale ed economica.
Questa iniziativa condotta nell’ambito degli interventi di politica ambientale in Giappone era intesa anche a stimolare l’attenzione sugli aspetti locali del territorio,  promuovere la riscoperta delle sonorità della vita quotidiana, a favorire la conservazione degli ambienti naturali e le eredità culturali in modo da poterle consegnare e affidare alle future generazioni.

## Elenco dei 100 paesaggi sonori
| Paesaggio sonoro | Tipologia                     | Località                   | Prefettura          | Immagine | Suono |
| --- | ----------------------------- | -------------------------- | ------------------- | -------- | ----- |
| Stridere dei lastroni di ghiaccio che si rompono alla deriva nel Mare di Ochotsk (オホーツク海の流氷?)                              | Mare                          | Costa del Mare di Ochotsk  | Hokkaidō            |          |       |
| Campane della Torre dell’orologio di Sapporo (時計台の鐘?)                                                                          | Campane                       | Sapporo                    | Hokkaidō            |          |       |
| Campane della Chiesa ortodossa russa di Hakodate (函館ハリストス正教会の鐘?)                                                        | Campane                       | Hakodate                   | Hokkaidō            |          |       |
| Animali dell’ambiente montano di Asahidake, Gruppo vulcanico del Daisetsu (大雪山旭岳の山の生き物?)                                 | Fauna selvatica               | Higashikawa                | Hokkaidō            |          |       |
| Riserva di Gru del Giappone a Tsurui (鶴居のタンチョウサンクチュアリ?)                                                              | Volatili                      | Tsurui                     | Hokkaidō            |          |       |
| Le voci dei gabbiani codanera a Kabushima, (八戸港・蕪島のウミネコ?)                                                                | Volatili                      | Hachinohe                  | Aomori              |          |       |
| Uccelli selvatici delle rive del Lago Ogawara (小川原湖畔の野鳥?)                                                                   | Volatili                      | Misawa                     | Aomori              |          |       |
| Scorrere del fiume Oirase (奥入瀬の渓流?)                                                                                           | Acque                         | Towadako                   | Aomori              |          |       |
| Canti e danze del Nebuta Festival (ねぶた祭・ねぷたまつり?)                                                                         | Matsuri                       | Aomori-Hirosaki            | Aomori              |          |       |
| Frangersi delle onde contro le rocce Kaminari-iwa (Thunder Rock) lungo la costa di Goishi (碁石海岸・雷岩?)                         | Mare                          | Ōfunato                    | Iwate               |          |       |
| Campanelle a vento alla Stazione di Mizusawa in estate (水沢駅の南部風鈴?)                                                          | Vita quotidiana               | Ōshū                       | Iwate               |          |       |
| Campanelle al festival Chagu Chagu Umakko (チャグチャグ馬コの鈴の音?)                                                               | Matsuri                       | Takizawa                   | Iwate               |          |       |
| Canto del grillo Suzumushi (Grillo campanella) a Miyagino (宮城野のスズムシ?)                                                       | Insetti                       | Sendai                     | Miyagi              |          |       |
| Gracidio di Rana canterina e canti di uccelli lungo il fiume Hirose (広瀬川のカジカガエルと野鳥?)                                   | Fauna selvatica - Volatili    | Sendai                     | Miyagi              |          |       |
| Distese di canne alla foce del fiume Kitakami (北上川河口のヨシ原?)                                                                 | Flora                         | Ishinomaki                 | Miyagi              |          |       |
| Oche lombardella maggiore ai laghi di Izunuma e Uchinuma (伊豆沼・内沼のマガン?)                                                    | Volatili                      | Kurikoma/Wakayanagi/Hasama | Miyagi              |          |       |
| Il vento tra i pini a Kaze no Matsubara (Bosco dei pini del vento) (風の松原?)                                                      | Flora                         | Noshiro                    | Akita               |          |       |
| Cicale a Yama-dera (山寺の蝉?) | Insetti                       | Yamagata                   | Yamagata            |          |       |
| Melodia di conchiglie (suonate come trombe) (松の勧進の法螺貝?)                                                                     | Matsuri                       | Tsuruoka                   | Yamagata            |          |       |
| Cigni alla foce del fiume Mogami (最上川河口の白鳥?)                                                                                | Volatili                      | Sakata                     | Yamagata            |          |       |
| Bosco degli uccellini a Fukushima (福島市小鳥の森?)                                                                                 | Volatili                      | Fukushima                  | Fukushima           |          |       |
| Canale di irrigazione a Ōuchi-juku (大内宿の自然用水?)                                                                              | Acque                         | Shimogō                    | Fukushima           |          |       |
| Telai per tessuto di ramie (からむし織のはた音?)                                                                                    | Lavoro                        | Shōwa                      | Fukushima           |          |       |
| Onde sulla costa di Izura-kaigan (五浦海岸の波音?)                                                                                  | Mare                          | Kitaibaraki                | Ibaraki             |          |       |
| Rane arboricole giapponesi a Ajisai-zaka, Monte Ohirasan (太平山あじさい坂の雨蛙?)                                                  | Fauna                         | Tochigi                    | Tochigi             |          |       |
| Suikinkutsu nei giardini Suikintei (水琴亭の水琴窟?)                                                                                | Vita quotidiana               | Yoshii                     | Gunma               |          |       |
| Campana del tempo della torre di Kawagoe (川越の時の鐘?)                                                                            | Campane                       | Kawagoe                    | Saitama             |          |       |
| Canto di insetti a Oshikiri sul fiume Arakawa (荒川・押切の虫の声?)                                                                 | Insetti                       | Kumagaya                   | Saitama             |          |       |
| Cascata dal ponte sul fiume (樋橋の落水?)                                                                                           | Acque                         | Katori                     | Chiba               |          |       |
| Cicale himeharuzemi a Mamenbara (麻綿原のヒメハルゼミ?)                                                                             | Insetti                       | Ōtaki                      | Chiba               |          |       |
| Vocio nell’area del tempio Shibamata Taishakuten e rumore del traghetto a remi "Yagiri-no-Watashi" (柴又帝釈天界隈と矢切の渡し?)    | Insieme composito             | Matsudo - Katsushika       | Chiba/Tokyo         |          |       |
| Campane dalla collina di Ueno (上野のお山の時の鐘?)                                                                                 | Campane                       | Taitō                      | Tokyo               |          |       |
| Canti di uccelli, rumore di acqua e fruscio di alberi allo stagno Sanpōji-ike (三宝寺池の鳥と水と樹々の音?)                         | Volatili Flora Acque          | Nerima                     | Tokyo               |          |       |
| Fruscio delle piante di Zelkova serrata nel viale alberato dell’Università Seikei (成蹊学園ケヤキ並木?)                             | Flora                         | Musashino                  | Tokyo               |          |       |
| Fischi delle navi al porto di Yokohama per annunciare il nuovo anno (横浜港新年を迎える船の汽笛?)                                   | Suoni della vita locale       | Yokohama                   | Kanagawa            |          |       |
| Suoni di vita quotidiana avvicinandosi al tempio Kawasaki Daishi (川崎大師の参道?)                                                  | Suoni della vita locale       | Kawasaki                   | Kanagawa            |          |       |
| Uccelli e scorrere di ruscelli al parco Dohogawa (道保川公園のせせらぎと野鳥の声?)                                                  | Acque - Volatili              | Sagamihara                 | Kanagawa            |          |       |
| Oche alla Laguna di Fukushimagata (福島潟のヒシクイ?)                                                                               | Volatili                      | Niigata                    | Niigata             |          |       |
| Cicale himeharuzemi a Oyama (尾山のヒメハルゼミ?)                                                                                   | Insetti                       | Itoigawa                   | Niigata             |          |       |
| Cascata di Shōmyō (称名滝?) | Cascate                       | Tateyama                   | Toyama              |          |       |
| Rumore del canaletto artificiale di irrigazione "Ennaka" e del festival Owara Kaze no bon (エンナカの水音とおわら風の盆?)           | Matsuri                       | Toyama                     | Toyama              |          |       |
| Suoni dell’intaglio e della battitura del legno a Inami (井波の木彫りの音?)                                                         | Lavoro                        | Nanto                      | Toyama              |          |       |
| Frinire di cicale nella foresta di Honda-no-Mori (本多の森の蝉時雨?)                                                                | Insetti                       | Kanazawa                   | Ishikawa            |          |       |
| Campane dei templi di Teramachi (寺町寺院群の鐘?)                                                                                   | Campane                       | Kanazawa                   | Ishikawa            |          |       |
| Fonte Tokimizu a Minowaki (蓑脇の時水?)                                                                                             | Acque                         | Echizen - Takefu           | Fukui               |          |       |
| Uccelli selvatici dei boschi attorno al Lago Saiko ai piedi del Fuji (富士山麓・西湖畔の野鳥の森?)                                  | Volatili                      | Fujikawaguchiko            | Yamanashi           |          |       |
| Campana del tempio Zenkō-ji (善光寺の鐘?)                                                                                           | Campane                       | Nagano                     | Nagano              |          |       |
| Canto degli uccelli del parco Enrei (塩嶺の小鳥のさえずり?)                                                                         | Volatili                      | Okaya - Shiojiri           | Nagano              |          |       |
| Canto delle rane nella palude di Yashima-shitsugen (八島湿原の蛙鳴?)                                                                | Fauna selvatica               | Shimosuwa - Suwa           | Nagano              |          |       |
| Suikinkutsu a Udatsu-no-machi (卯建の町の水琴窟?)                                                                                   | Vita quotidiana               | Mino                       | Gifu                |          |       |
| Giochi al fiume Yoshida (吉田川の川遊び?)                                                                                           | Vita quotidiana               | Gujō - Hachiman            | Gifu                |          |       |
| Pesca col cormorano sul fiume Nagara (長良川の鵜飼?)                                                                                | Suoni della vita locale       | Gifu - Seki                | Gifu                |          |       |
| Variare del rumore delle onde "Nami-Kozo" lungo le coste del mare Enshunada (遠州灘の海鳴・波小僧?).                                | Mare                          | Mar Enshunada              | Shizuoka            |          |       |
| Locomotiva a vapore della Linea ferroviaria Ōigawa (大井川鉄道のＳＬ?)                                                              | Trasporti                     | Kawanehon - Honkawane      | Shizuoka            |          |       |
| Uccelli del Giardino botanico di Higashiyama (東山植物園の野鳥?)                                                                    | Volatili                      | Nagoya                     | Aichi               |          |       |
| Onde marine sulla spiaggia di Kojigahama, Capo Irago (伊良湖岬恋路ヶ浜の潮騒?)                                                      | Mare                          | Tahara - Atsumi            | Aichi               |          |       |
| Melodie con il flauto di bambù delle pescatrici di perle dell’area di Ise-Shima (伊勢志摩の海女の磯笛?)                             | Suoni della vita locale       | Toba/Shima                 | Mie                 |          |       |
| Campana della sera del tempio Mii-dera (三井の晩鐘?)                                                                                | Campane                       | Ōtsu                       | Shiga               |          |       |
| Campana del Castello di Hikone e suoni di insetti (彦根城の時報鐘と虫の音?)                                                         | Campane/Insetti               | Hikone                     | Shiga               |          |       |
| Foresta di canne di Bamboo mossa dal vento a Kyoto (京の竹林?)                                                                      | Flora                         | Kyoto                      | Kyoto               |          |       |
| Scorrere del ruscello Rurikei (るり渓?)                                                                                             | Acque                         | Nantan - Sonobe            | Kyoto               |          |       |
| Scricchiolio della sabbia sulla spiaggia di Kotobikihama (琴引浜の鳴き砂?)                                                          | Sabbia sonora                 | Kyōtango                   | Kyoto               |          |       |
| Grilli matsumushi (letteralmente grilli dei pini) sulle rive del fiume Yodo (淀川河川敷のマツムシ?)                                 | Insetti                       | Osaka                      | Osaka               |          |       |
| Kawachi Ondo, canzone del folklore locale cantata presso il tempio Jōkō-ji (常光寺境内の河内音頭?)                                  | Matsuri                       | Yao                        | Osaka               |          |       |
| Pesca delle anguille della sabbia nel porto di Tarumi-ku (垂水漁港のイカナゴ漁?)                                                    | Lavoro                        | Kōbe                       | Hyōgo               |          |       |
| Tamburi Danjiri (trasportati su grandi carri) al Nada no Kenka Matsuri (Festival del combattimento) (灘のけんか祭りのだんじり太鼓?) | Matsuri                       | Himeji                     | Hyōgo               |          |       |
| Cervi sika e rintocchi di campane al Santuario Kasuga (春日野の鹿と諸寺の鐘?)                                                       | Fauna/Campane                 | Nara                       | Nara                |          |       |
| Scorrere del fiume Kino dalle grandi rocce del Monte Fudō (不動山の巨石で聞こえる紀ノ川?)                                           | Acque                         | Hashimoto                  | Wakayama            |          |       |
| Cascata di Nachi (那智の滝?) | Cascate                       | Nachikatsuura              | Wakayama            |          |       |
| Uccetti migratori del Parco Mizutori (水鳥公園の渡り鳥?)                                                                            | Volatili                      | Yonago                     | Tottori             |          |       |
| Canto delle rane del Giappone lungo il fiume Mitoku (三徳川のせせらぎとカジカガエル?)                                               | Fauna selvatica               | Misasa                     | Tottori             |          |       |
| Lavorazione della carta Inshu-washi 因州和紙の紙すき ({{{2}}}?)                                                                     | Artigianato                   | Tottori - Aoya - Saji      | Tottori             |          |       |
| Crepitio della sabbia sulla spiaggia di Kotogahama (琴ヶ浜海岸の鳴き砂?)                                                            | Sabbie sonore                 | Ōda                        | Shimane             |          |       |
| Scorrere del fiume Bitchu e del mulino alle gole Suwada (諏訪洞・備中川のせせらぎと水車?)                                           | Acque                         | Maniwa-Hokubō              | Okayama             |          |       |
| Scorrere del canale a Shinjōshuku (新庄宿の小川?)                                                                                   | Acque                         | Shinjō                     | Okayama             |          |       |
| Rintocchi della Campana della pace al Memoriale della Pace di Hiroshima (広島の平和の鐘?)                                           | Campane                       | Hiroshima                  | Hiroshima           |          |       |
| Rintocchi della campana della torre Kyo-onro al tempio Senkō-ji (千光寺驚音楼の鐘?)                                                 | Campane                       | Onomichi                   | Hiroshima           |          |       |
| Locomotiva a vapore della Linea Yamaguchi (山口線のＳＬ?)                                                                           | Trasporti                     | Tsuwano                    | Yamaguchi - Shimane |          |       |
| Turbinio del Vortice di Naruto creato dalle maree nello stretto omonimo (鳴門の渦潮?)                                               | Mare                          | Naruto                     | Tokushima           |          |       |
| Canti e danze del Festivall Awa Odori (阿波踊り?)                                                                                   | Matsuri                       | Tokushima                  | Tokushima           |          |       |
| Campana del tempio Ōkubo-ji e campanelle dei devoti del Pellegrinaggio di Shikoku (大窪寺の鐘とお遍路さんの鈴?)                     | Campane                       | Sanuki                     | Kagawa              |          |       |
| Scorrere delle acque nel canale "Yuru-nuki" dal lago Mannō-ike (満濃池のゆるぬきとせせらぎ?)                                        | Acque                         | Mannō                      | Kagawa              |          |       |
| Tamburi dell’Hotel Shin-u Kaku all’antico onsen di Dōgo (道後温泉振鷺閣の刻太鼓?)                                                   | Tamburi                       | Matsuyama                  | Ehime               |          |       |
| Eco delle onde del mare udito dall’interno della grotta Mikurodo a Capo Muroto (室戸岬・御厨人窟の波音?)                            | Mare                          | Muroto                     | Kōchi               |          |       |
| Suoni e canti del festival Hakata Gion Yamakasa (博多祗園山笠の舁き山笠?)                                                           | Matsuri                       | Fukuoka                    | Fukuoka             |          |       |
| Antica campana del tempio Kanzeon-ji, designata Tesoro nazionale del Giappone (観世音寺の鐘?)                                       | Campane                       | Dazaifu                    | Fukuoka             |          |       |
| Rumore delle onde e fischi dei battelli allo Stretto di Kanmon (関門海峡の潮騒と汽笛?)                                              | Mare                          | Kitakyūshū - Shimonoseki   | Fukuoka - Yamaguchi |          |       |
| Musica hikiyama-bayashi con tamburi e flauti e suoni della festa con processione di carri Karatsu Kunchi l (唐津くんちの曳山囃子?)  | Matsuri                       | Karatsu                    | Saga                |          |       |
| Suoni del lavoro x la produzione della porcellana di Imari: cigolìo di torni, crepitìo dei forni (伊万里の焼物の音?)                | Artigianato                   | Imari                      | Saga                |          |       |
| Alberi della canfora al santuario Sanno Jinja sopravvissuti al bombardamento atomico di Nagasaki (山王神社被爆の楠の木?)            | Flora                         | Nagasaki                   | Nagasaki            |          |       |
| Cascata d’acqua dal ponte dell’acquedotto Tsūjun (通潤橋の放水?)                                                                    | Acque                         | Yamato                     | Kumamoto            |          |       |
| Canto dei delfini nel mare di Itsuwa (五和の海のイルカ?)                                                                            | Fauna                         | Amakusa (Itsuwa)           | Kumamoto            |          |       |
| Movimento delle pale per la produzione di elettricità a Onta Sarayama (小鹿田皿山の唐臼?)                                           | Acque/Artigianato             | Onta                       | Ōita                |          |       |
| Fruscìo del vento tra i pini che circondano le rovine del Castello di Oka (岡城跡の松籟?)                                           | Flora                         | Taketa                     | Ōita                |          |       |
| Rombo delle cascate "Yagura-no-Todoro" alle gole Sannomiyakyō (三之宮峡の櫓の轟?)                                                   | Cascate                       | Kobayashi                  | Miyazaki            |          |       |
| Cervi del Giappone sui monti di Ebino (えびの高原の野生鹿?)                                                                         | Fauna selvatica               | Ebino                      | Miyazaki            |          |       |
| Versi di stormi di gru del Giappone a Izumi (出水のツル?)                                                                           | Volatili                      | Izumi                      | Kagoshima           |          |       |
| Sferragliare del treno e scorrere del torrente Chigami (千頭川の渓流とトロッコ?)                                                    | Acqua/Suoni della vita locale | Yakushima                  | Kagoshima           |          |       |
| Suoni della fauna e della foresta subtropicale lungo le rive del fiume Shiira (後良川周辺の亜熱帯林の生き物?)                       | Flora Fauna                   | Taketomi-Iriomote          | Okinawa             |          |       |
| Musica e danze Eisa per le feste dell’Obon (エイサー?)                                                                              | Matsuri                       | Yonashiro - Katsuren       | Okinawa             |          |       |

Ricerche condotte successivamente al Terremoto e maremoto del Tōhoku del 2011 nella zona di Fukushima, hanno rilevato dei notevoli cambiamenti di alcuni paesaggi sonori. In particolare a Ōfunato, il rombo delle onde che irrompono nella cavità della Thunder rock è appena udibile e meno frequente a seguito del riempimento di detriti e del crollo parziale della grotta.
Similmente la popolazione di Kitaibaraki sostiene che, a causa delle modifiche subite dalle rocce della costa di Izura, il suono delle onde è sostanzialmente cambiato.